# Азиатское коричневое облако

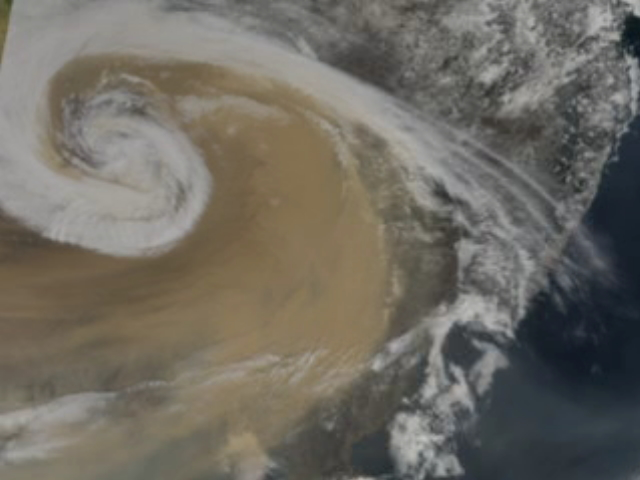
Гигантское коричневое облако над Китаем (апрель 2001 года, снимок НАСА).

Азиатское коричневое облако, или Гигантское коричневое облако — слой загрязнённого воздуха, периодически покрывающий часть Южной Азии, включая северные районы Индийского океана, Индию и Пакистан, распространяясь вплоть до Китая. Гигантская область загрязнённого воздуха бурого цвета над Южной Азией видна на фотографиях со спутников с декабря по апрель. Термин «Азиатское коричневое облако» впервые появился в докладе ЮНЕП 2002 года по проекту «Эксперимент в Индийском океане», который проводился в 1999 году.

## Причины
Наблюдаемая из космоса дымка представляет собой смесь взвешенных твёрдых частиц мелкого размера, которые способны находиться в воздухе достаточно длительное время. Она состоит из нескольких загрязнителей, главным образом сажи, сульфатов, нитратов, органического вещества, летучего пепла и минеральной пыли, поступающих в результате сжигания топлива и биомассы в сельских районах. Так как в период с января по март в этих районах стоит сухая погода, то естественного очищения воздуха не происходит.

## Исследования
Впервые гигантское дымовое загрязнение воздуха было обнаружено в результате исследований, проводившихся в 1999 году по проекту «Эксперимент в Индийском океане». Оно было описано, как самое крупное в мире загрязнение воздуха, которое достигает в высоту от 2 до 3 км и занимает площадь равную территории США. При поддержке ЮНЕП начала осуществляться Программа, получившая название «Азиатское коричневое облако» (АКО). Её цели: исследование влияния дымового загрязнения на ряд параметров, включая изменения муссонного режима, водного баланса, сельскохозяйственного производства и состояния здоровья населения. НАСА регистрировала гигантское коричневое облако в 2004 и 2007 годах.

## Воздействие на климат
Дымовое загрязнение снижает солнечное освещение поверхности Индийского океана на 10% и вызывает ещё большее сокращение освещённости над континентом. Считается, что дымовое загрязнение может оказать сильное воздействие на муссонную циркуляцию, региональное распределение осадков и вертикальное распределение температур в атмосфере.